# Fliget syren
Fliget syren (Syringa x laciniata) er en krydsning mellem almindelig syren og Syringa x persica. Den er sandsynligvis opstået et eller andet sted i det sydlige Asien. Den blev første gang beskrevet videnskabeligt i det 17. århundrede på grundlag af planter fra Iran eller Pakistan, hvor krydsningen har været dyrket fra gammel tid. I Danmark bliver den dyrket for sin kompakte vækst og de duftende blomster, omend den kun sjældent ses.

## Kendetegn
Fliget syren er en løvfældende busk med en fingrenet og rund vækstform. Den bliver op til 2 m høj og bred. Barken er først lysegrøn og glat med grå barkporer. Inden for det første år bliver den rødbrun. Gamle grene får en grå bark. Knopperne er modsat stillede, små og slanke med grønlige knopskæl. Bladene er enten hele eller dybt indskårne med 3-9 lapper eller småblade. Blomstringen foregår sent på foråret (april-maj). Blomsterne er bleglilla og sidder samlet i endestillede, 7 cm lange stande. Frugterne er kapsler med mange frø.
Planten bliver ca. 2 m høj og bred.
Rodsystemet består af dybtgående hovedrødder og et tæt netværk af siderødder.

## Hjemsted
Planten har intet hjemsted i og med, at den er en krydsning. Den vokser godt på en veldrænet og humusrig jord i fuld sol eller letskygge. Den er tørketålende, men i forløbet fra løvspring til blomstring har den behov for moderat vanding.

## Galleri
|  |  |
|  |  |